# Lycia delineata
Lycia delineata là một loài bướm đêm trong họ Geometridae.